# Precizionism

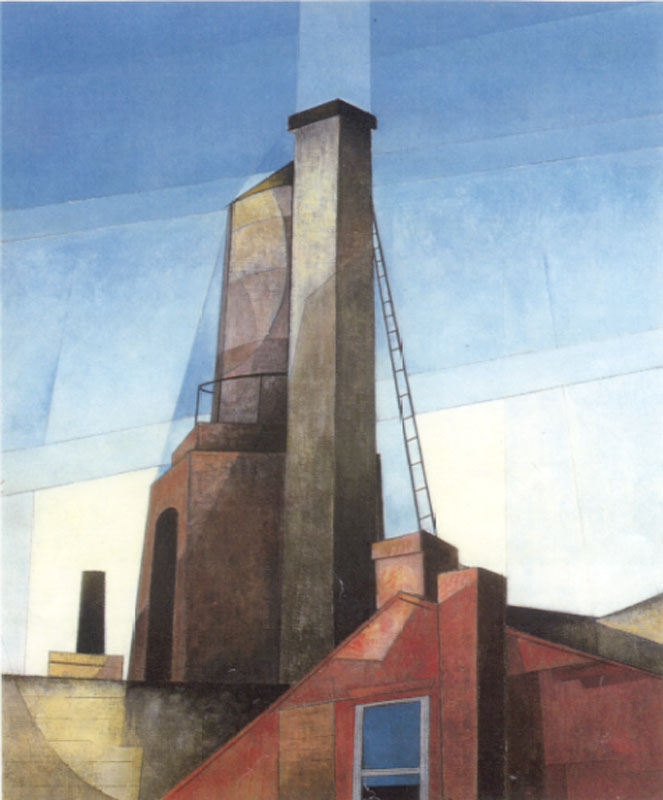
Charles Demuth, Furnal și coșul acestuia (în engleză Aucassin and Nicolette), ulei pe pânză, 1921

Precizismul a fost o mișcare artistică modernistă care a apărut în Statele Unite după Primul Război Mondial. Influențați de cubism, purism și futurism, artiștii precizioniști au redus subiectele alese la formele lor geometrice esențiale, au eliminat detaliile și au folosit adesea planuri de lumină pentru a crea un sentiment de focalizare clară și pentru a sugera eleganța și strălucirea formelor mașinilor.
La apogeul popularității sale, în anii 1920 și începutul anilor 1930, precizionismul a sărbătorit noul peisaj american de zgârie-nori, poduri și fabrici într-o formă care a fost numită și „realism cubist.” 
Termenul de „Precizionism” a fost folosit pentru prima dată la mijlocul anilor 1920, posibil de către directorul Muzeului de Artă Modernă, Alfred H. Barr, deși conform criticului de artă Amy Dempsey termenul de „Precizionism” a fost inventat de Charles Sheeler.
Pictorii care lucrau în acest stil erau cunoscuți și sub numele de „Imaculați”, care era termenul mai des folosit la acea vreme. Rigiditatea ambelor etichete istorice sugerează dificultățile, pe care criticii contemporani practicării stilului, le aveau în încercarea de a caracteriza acei artiști și acea mișcare artistică.

## Mișcare artistică americană

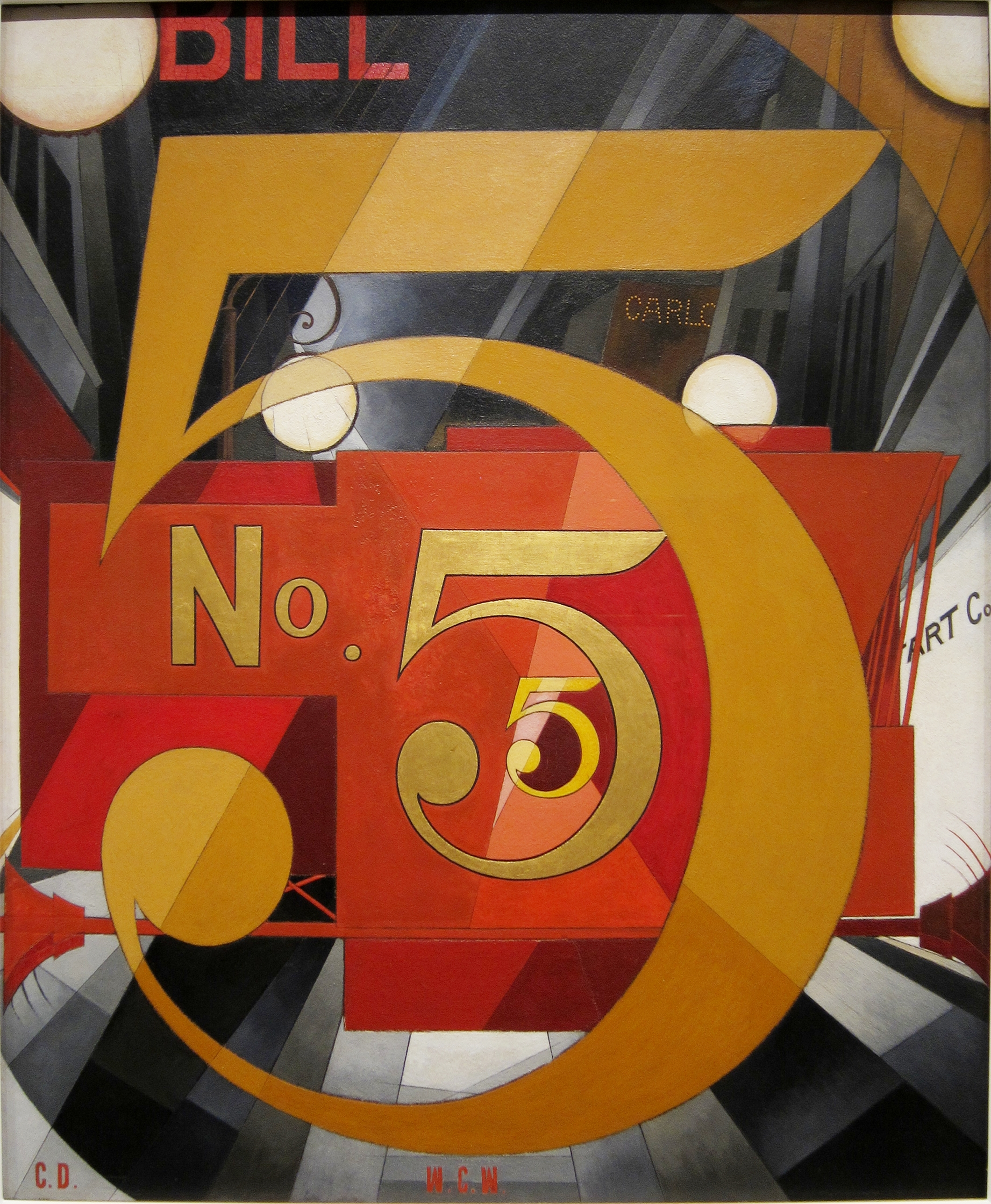
1928 – Charles Demuth, Am văzut cifra 5 în aur (în engleză I Saw the Figure 5 in Gold), lucrare aflată la Metropolitan Museum of Art

Deși puternic influențat de mișcările artistice europene moderniste precum cubismul, purismul și futurismul, artiștii curentului artistic al precisionismului s-au concentrat pe temele industrializării și modernizării peisajului american, folosind forme geometrice precise și bine definite.
Artizanii precisioniști și-au îmbrățișat identitatea americană și unii au fost reticenți în a recunoaște influențele artistice europene. Exista, la vremea respectivă, un grad de respect pentru epoca industrială aflată în plină mișcare, dar comentariul social nu a fost fundamental pentru stil.
La fel ca mișcarea artistică Pop (aflată decenii în viitor), precisionismul a fost ocazional interpretat ca o critică a societății denaturate pe care o prezintă, deși artiștii săi nu s-au simțit adesea confortabil cu această interpretare a lucrărilor lor. Ca un bun exemplu al afirmațiilor de mai sus, pictura „Pittsburgh” de Elsie Driggs (1926) ilustrează acest decalaj în percepție.

### LucrareaPittsburgh– „Al meu Piero della Francesca”
O pictură a coșurilor de fum din oțel negru și gri, a țevilor groase și a firelor încrucișate, cu doar unii nori de fum care să atenueze severitatea imaginii, privitorii au fost tentați să vadă această pictură întunecată ca o declarație de îngrijorare ecologică. Dimpotrivă, Driggs a susținut întotdeauna că a avut în vedere o anumită frumusețe ironică, găsită în imagine, și a numit-o „Al meu Piero della Francesca,” în onoarea marelui pictor și matematician quattrocentist al Renașterii.
La vederea picturii, Charles Daniel, referindu-se la autoarea lucrării, a denumit-o „una dintre noii clasicii.” 
Mult mai des, precizionismul a sărbătorit implicit dinamismul creat de om în interacțiune cu noile tehnologii. Posibilele excepții de la această afirmație sunt unele dintre picturile de oraș mai întunecate și mai claustrofobice ale lui Louis Lozowick și lucrările satirice anti-capitaliste comice ale lui Preston Dickinson.

### Abstractizarea la Charles Demuth
Variate grade de abstractizare se descoperă în lucrările precizioniste. Astfel, pictura Am văzut cifra 5 în aur (din 1928) de Charles Demuth, este un omagiu adus poemului imagistic al lui William Carlos Williams despre o mașină de pompieri, fiind abstract și stilizat.
Comparativ, picturile lui Charles Sheeler, uneori, se apropie de o formă de fotorealism. Pe lângă picturile sale meticulos detaliate, cum ar fi River Rouge Plant (Uzina River Rouge) și American Landscape (Peisaj american), Sheeler, la fel ca prietenul său, fotograful Paul Strand, a creat, de asemenea, fotografii clar focalizate ale unor fabrici și clădiri publice.
Unele lucrări precizioniste tind spre a avea o „abordare foarte controlată a tehnicii și formei,” precum și o aplicare a „stilului cu margini dure la scenele americane bine cunoscute.” 

## Precizioniști

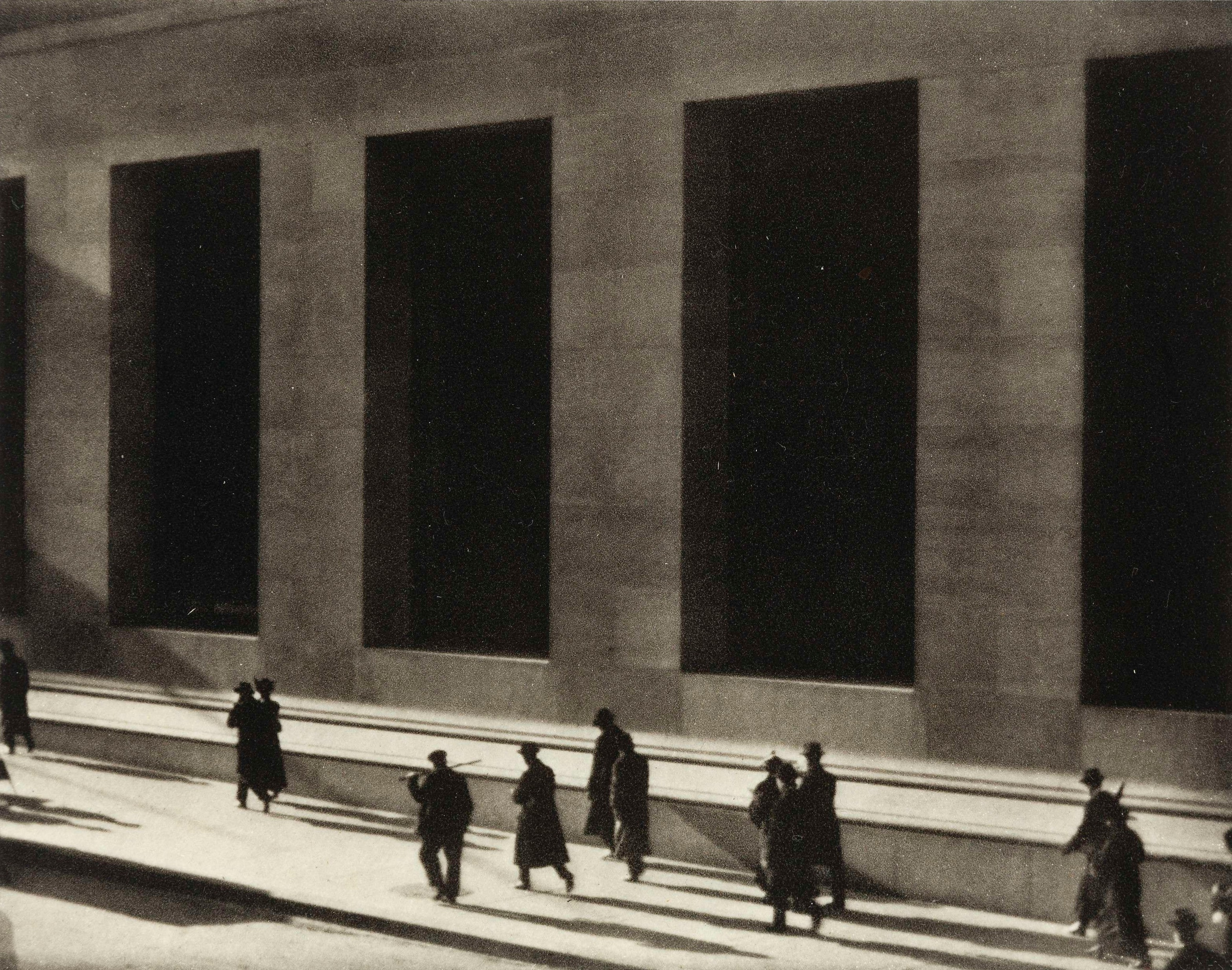
Paul Strand, Wall Street, 1915

Artiștii vizuali precizioniști s-au concentrat adesea pe imagini urbane, așa cum sunt turnuri de birouri, clădiri de apartamente, poduri, tunele, platforme de metrou, străzi, orizontul urban și rețeaua orașului modern. Alți artiști, cum ar fi Georgia O'Keeffe, Charles Demuth, Niles Spencer, Ralston Crawford, Sanford Ross și Charles Sheeler, au aplicat aceeași abordare în medii mai „pastorale” și au pictat frecvent reprezentări geometric clare ale grajdurilor, căsuțelor, drumurilor de țară și ale caselor de fermă. Stuart Davis și Gerald Murphy au pictat compoziții de natură statică în stil precisionist.

## Listă de artiști vizuali precizioniști
- Anna Held Audette
- George Ault
- Sandor Bernath
- Virginia Berresford
- Henry Billings
- Peter Blume
- Margaret Bourke-White - fotograf
- Clarence Holbrook Carter
- Edgar Corbridge
- Ralston Crawford
- Francis Criss
- Andrew Dasburg
- Stuart Davis
- Charles Demuth
- Preston Dickinson
- Elsie Driggs
- O. Louis Guglielmi
- Lewis Hine - fotograf
- Stefan Hirsch
- Edward Hopper
- Edmund Lewandowski
- Louis Lozowick
- Henry Lee McFee
- Gerald Murphy
- Sara Murphy
- Dale Nichols
- Georgia O'Keeffe
- John Register
- Charles Rosen
- Morton Schamberg
- Charles Sheeler
- Millard Sheets
- Jeffrey Smart
- Niles Spencer
- Joseph Stella
- John Storrs - sculptor
- Paul Strand - fotograf
- Miklos Suba
- Herman Trunk
- Harold Joe Waldrum
- Arnold Wiltz

## Galerie

Lucrări reprezentative
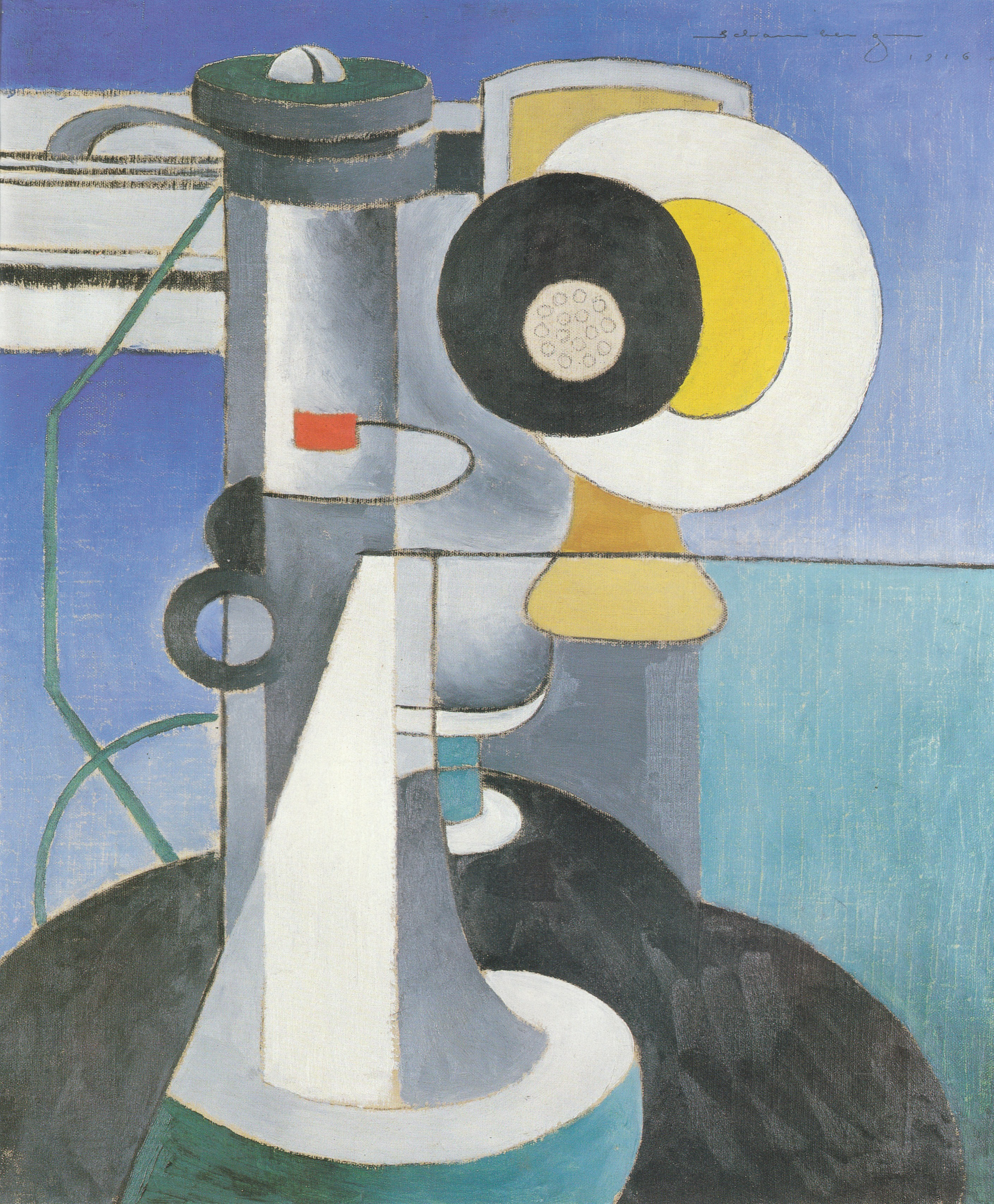
1916 – Morton Livingston Schamberg (1881 - 1918), Telefon (în engleză Telephone),  ulei pe pânză, lucrare aflată la Columbus Museum of Art
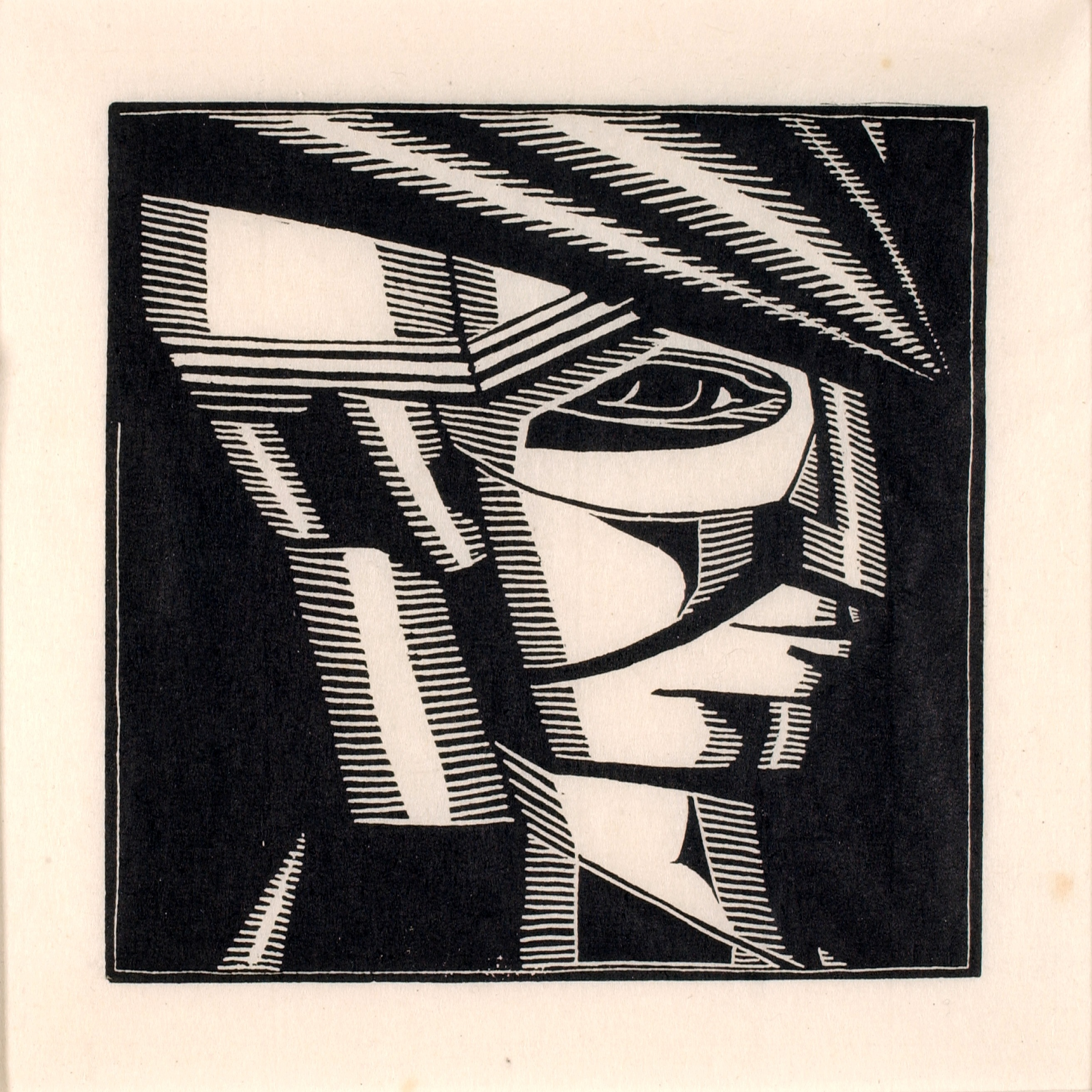
Circa 1918 – John Henry Bradley Storrs (1885 – 1956), Cap profil cu șapcă (în engleză Profile Head with Cap), gravură pe hârtie, artefact aflat la Smithsonian American Art Museum
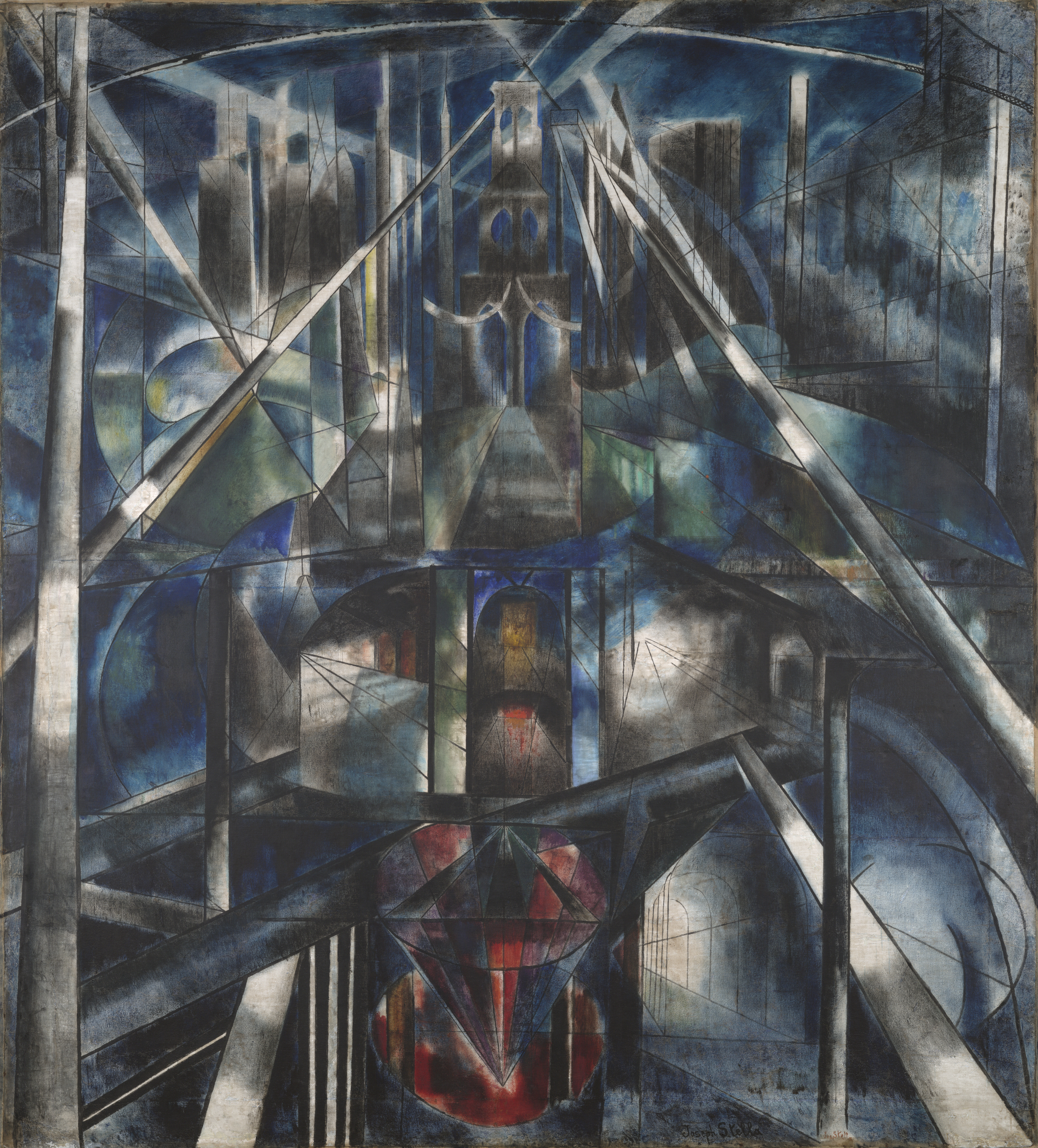
Circa 1919 - Circa 1920 – Joseph Stella (n. Giuseppe Michele Stella, 1877 – 1946), Podul Brooklyn (în engleză Brooklyn Bridge), lucrarea (ulei pe pânză) se află expusă la Yale University Art Gallery
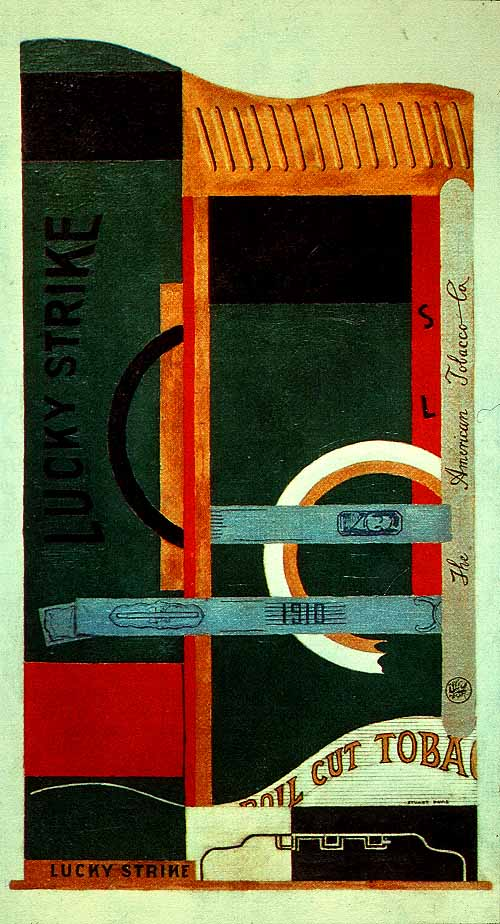
1921 – Edward Stuart Davis (1892 – 1964), Lucky Strike, 1921, oil on canvas, Museum of Modern Art New York City
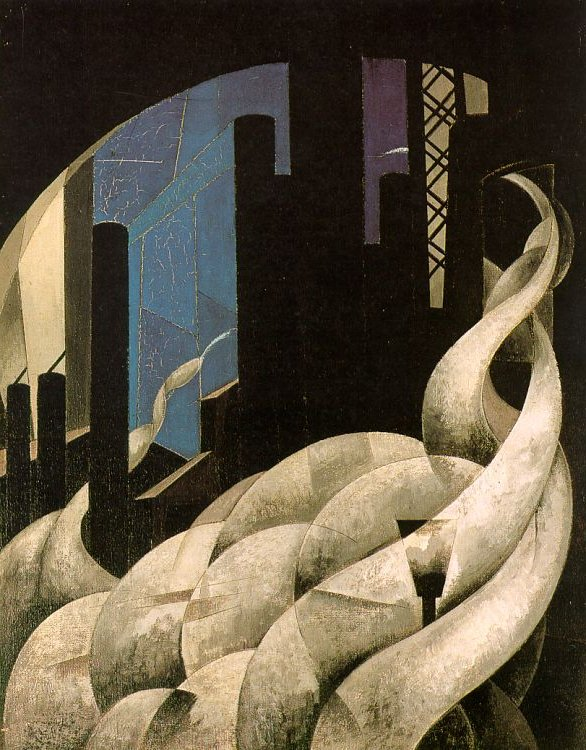
1921 – Charles Demuth (n. Charles Henry Buckius Demuth, 1883 – 1935), Tămâia unei noi biserici (în engleză Incense of a New Church)
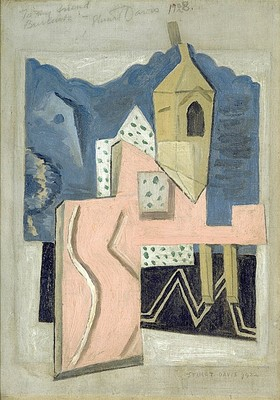
1922 – Edward Stuart Davis (1892 - 1964), Turn și stradă (engleză Steeple and Street), lucrarea se află la Hirshhorn Museum and Sculpture Garden, din Washington, D.C.
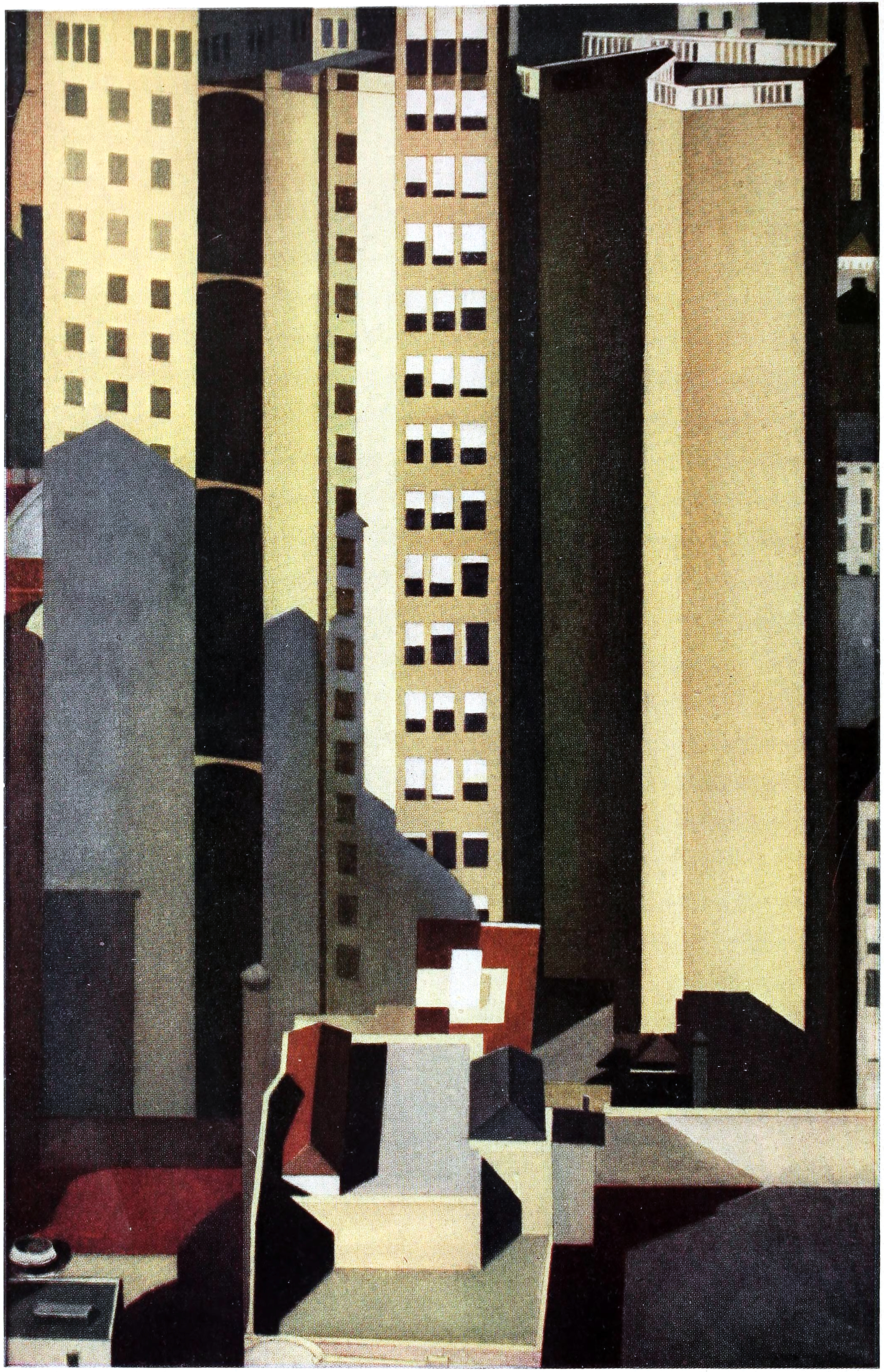
1922 – Charles Sheeler (1883 - 1965), New York sau Zgârie nori ai New York-ului (în engleză New York Skyscrapers)
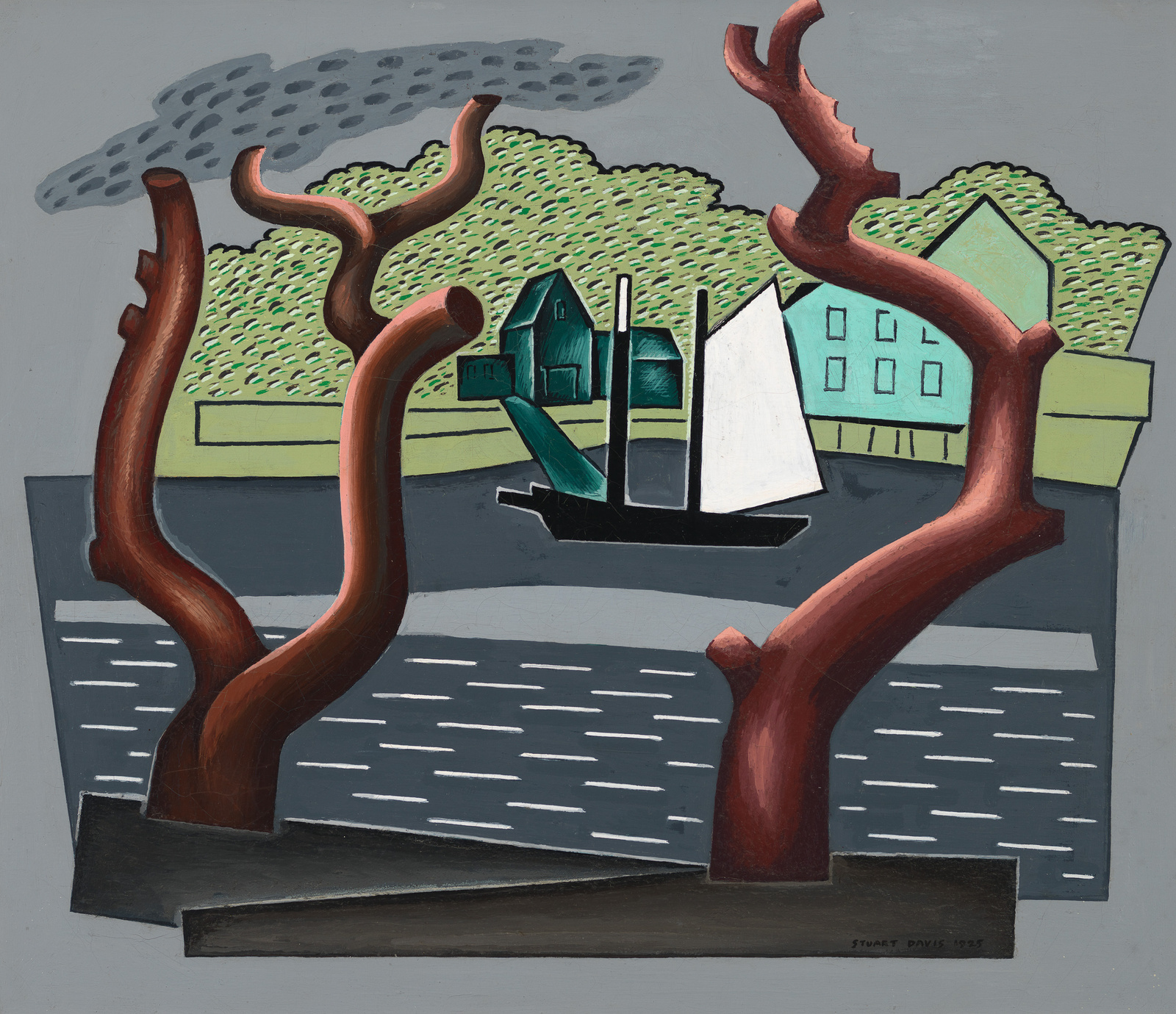
1925 – (Edward) Stuart Davis (1892 – 1964) - Peisaj american timpuriu (în engleză Early American Landscape)
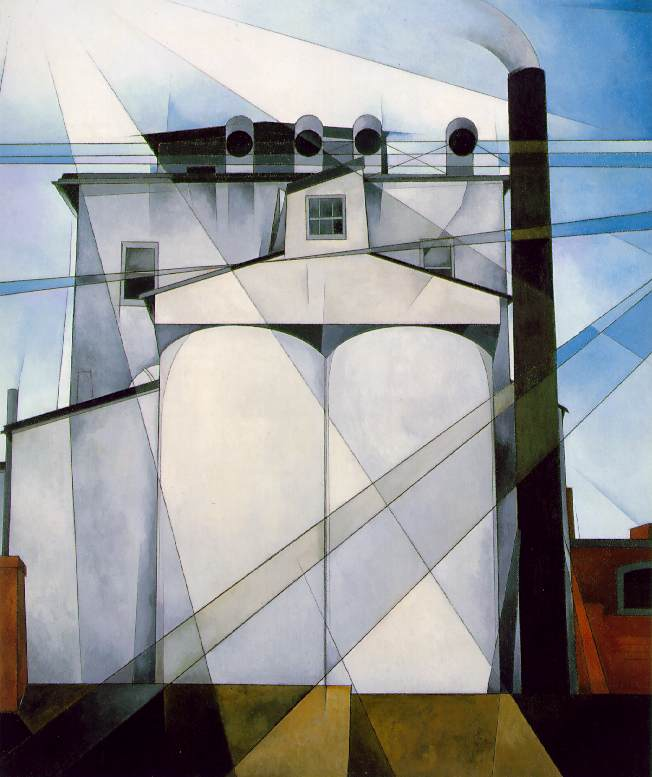
1927 – Charles Demuth (n. Charles Henry Buckius Demuth) - (1883 – 1935) – Egiptul meu (în engleză My Egypt), ulei pe placaj, lucrare aflată la Whitney Museum
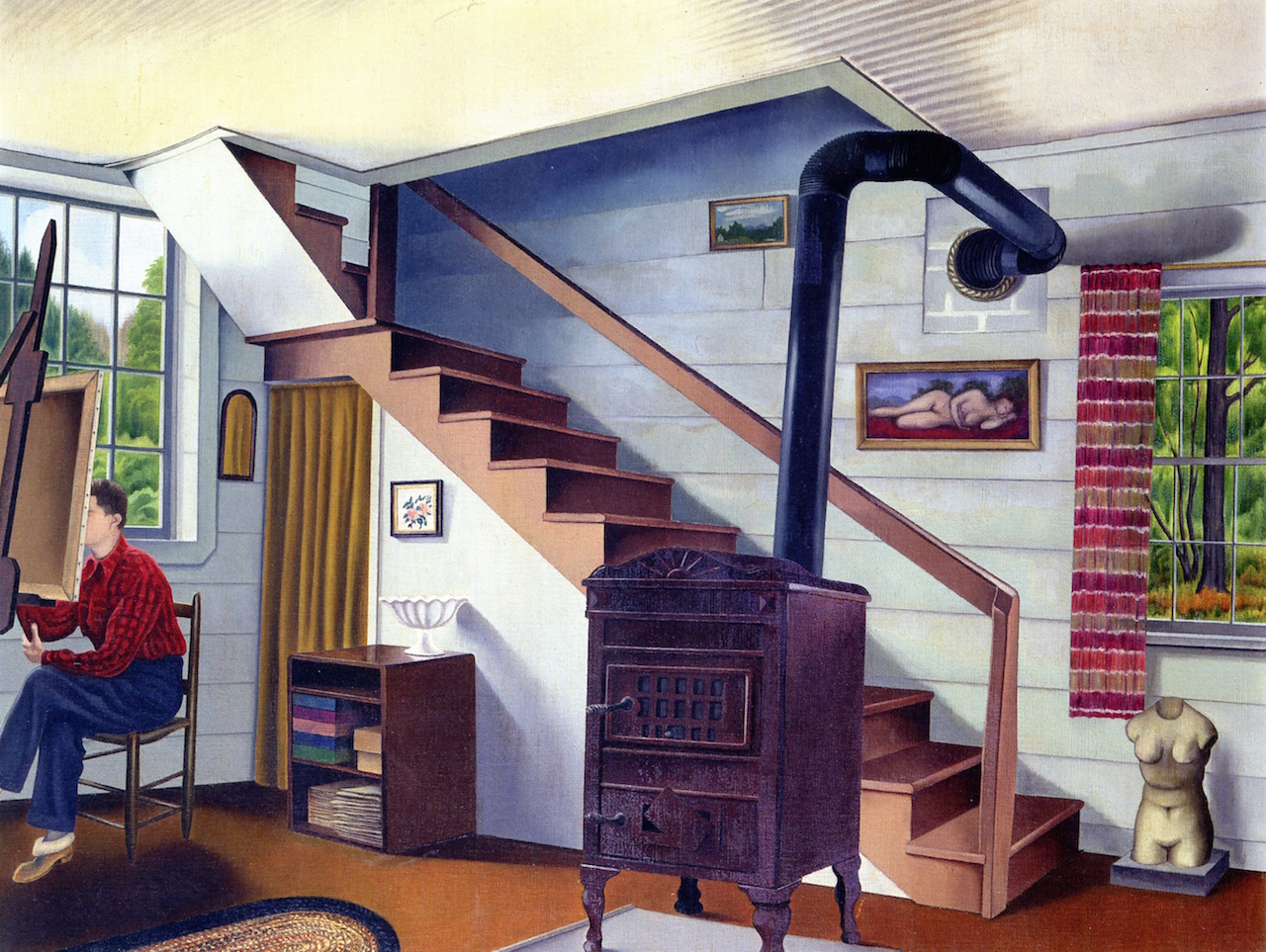
1946 – George Ault (1891 – 1948) - (WikiData:Q2282231) – Artistul la lucru (în engleză The Artist at Work)
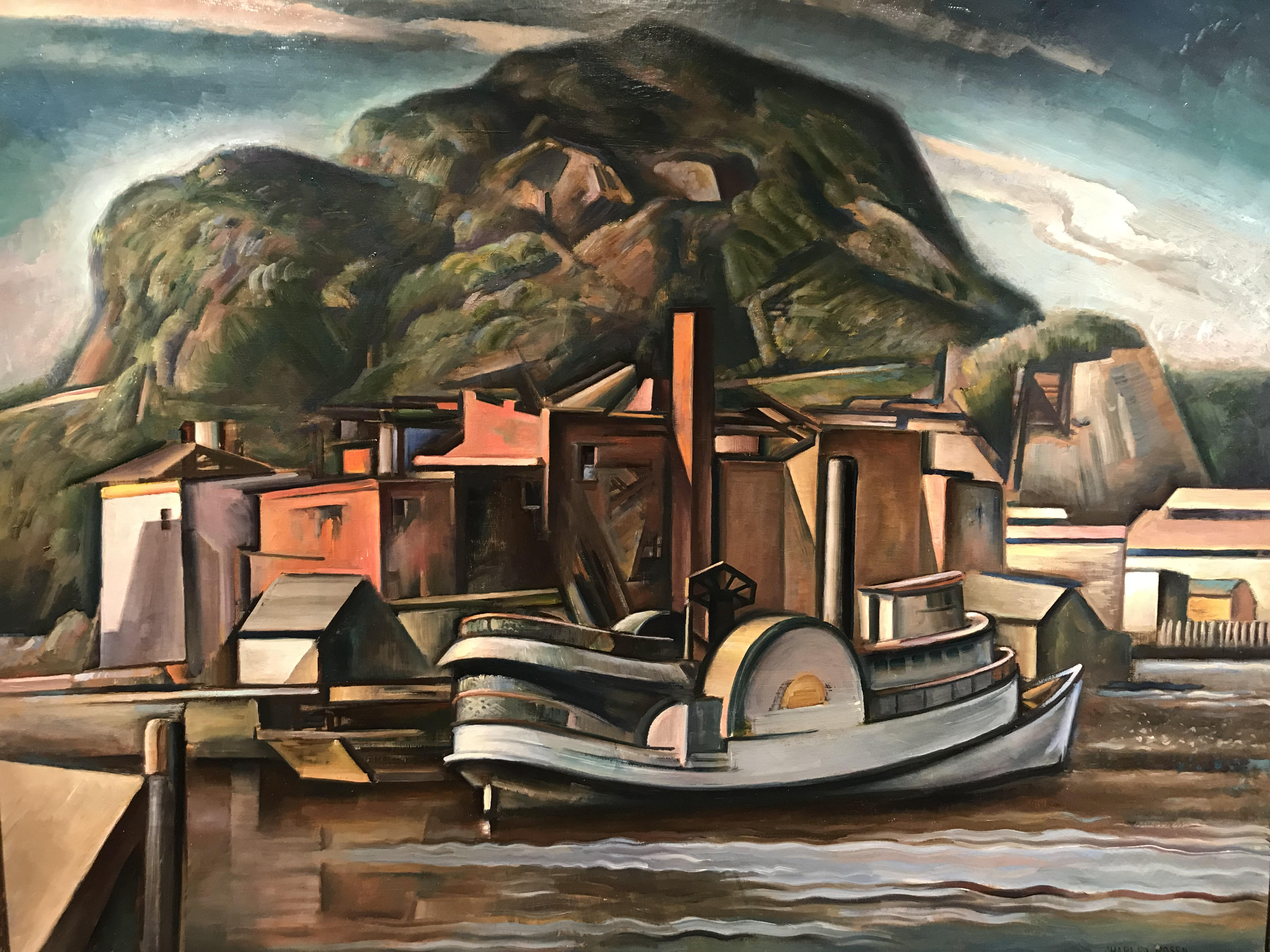
Fără dată precisă – Charles Rosen (1878 – 1950), Sidewheel in the Rondout